# Veronikahöhle
Die Veronikahöhle ist eine Höhle der Schwäbischen Alb (Baden-Württemberg).

## Beschreibung der Höhle
Die Veronikahöhle zeichnet sich durch ihr nach Süden ausgerichtetes, 6 Meter hohes und 3 Meter breites Felsportal aus. Dahinter erstreckt sich ein etwa 15 Meter langer Spaltgang, der unvermittelt nach rechts oben abknickt. Der Höhlenboden besteht aus feiner Lehmablagerung. Der Gang steigt circa 6 Meter an und endet in einem Höhlendom, der mit neuzeitlichen Höhlenbemalungen verziert wurde. Am hinteren Ende steigt ein Kluftkamin steil in die Höhe, der aber verstürzt ist und weitere 7 Meter oben im Verena-Beutlins-Loch enden würde. Insgesamt wird die Veronikahöhle mit 31 Metern Länge und 45 Metern Höhe angegeben.

## Geographische Lage
Die Veronikahöhle liegt am Teckberg auf 735 m ü. NN etwa einen Kilometer südlich der Burg Teck und oberhalb des Ortes Owen und des Lenninger Tales.

## Wegbeschreibung
Vom Wanderparkplatz Bölle steigt man steil hinauf zur Burg Teck. Auf dem Kamm angekommen biegt man rechts ab. Zunächst erreicht man den Oberen Gelben Fels, dann entlang der Hangkante nach etwa 50 Metern den Hauptfelsen Gelber Fels. Hier ist der ungesicherte Einstieg zum Verena-Beutlins-Loch dem („Schornstein“ der Veronikahöhle). Rechts vom Gelben Fels führt ein schmaler Pfad hinab zur Veronikahöhle.